# Bão đêm
Bão đêm hay đi bão là các cuộc xuống đường ăn mừng mang tính tự phát, chủ yếu về ban đêm trên các tuyến phố hay các địa điểm du lịch của người Việt Nam mà chủ yếu là đến từ giới trẻ. Hiện tượng "bão đêm" thường tập trung ở các thành phố lớn như Hà Nội, Thành phố Hồ Chí Minh và lan rộng đến các tỉnh thành trên toàn Việt Nam, đa phần là các cuộc tụ tập, diễu hành và ăn mừng lớn của những người hâm mộ bóng đá Việt Nam và thường dân trên các đường phố khắp đất nước để hưởng ứng, chia vui khi các cấp độ đội tuyển bóng đá quốc gia Việt Nam giành những chiến thắng tại các giải đấu lớn cấp khu vực và thế giới. Những cuộc bão đêm tại Việt Nam thường thu hút hàng triệu người tham gia.
Phương tiện tham gia bão đêm của người Việt Nam rất đa dạng, từ các xe cơ giới, kèn, cờ, hoa đến những vật dụng trong đời sống thường ngày như nồi, niêu, xoong, chảo. Nhiều cầu thủ bóng đá và các chính khách đã bày tỏ sự cảm kích, ấn tượng trước các cuộc "bão đêm", thể hiện tình yêu bóng đá và tinh thần hâm mộ của người Việt Nam. Các cuộc "bão đêm" cũng được cho là nhằm kích dậy niềm tự hào dân tộc của người Việt, thu hút cả người nước ngoài tham gia. Tuy nhiên, hiện tượng "bão đêm" cũng tồn tại nhiều quan điểm trái chiều, trong đó có những mối lo ngại liên quan đến vấn đề mất trật tự công cộng, mất an toàn giao thông tại Việt Nam.

## Khái quát chung và nguyên nhân
Nghĩa đen của từ "bão" xuất phát từ một loại hình thời tiết, thiên tai nguy hiểm thường tác động tiêu cực đến đời sống và dân sinh tại quốc gia này. Tuy nhiên, người Việt Nam đã chuyển nghĩa của từ "bão" thành các cuộc xuống đường phố ăn mừng, mà chủ yếu từ những thắng lợi lớn của Đội tuyển bóng đá quốc gia Việt Nam và Đội tuyển bóng đá U-23 Quốc gia Việt Nam khi đánh bại những đối thủ mạnh, đặc biệt là ở các vòng chung kết. Đối tượng tham gia các cuộc bão đêm rất đa dạng, mà phần đông là giới trẻ. Có một nghĩa khác, "bão đêm" cũng được một số người sử dụng để chỉ hiện tượng đua xe trái phép.
Số lượng người tham gia các cuộc "bão đêm" tại Việt Nam rất đông, có nhiều thời điểm lên đến hàng triệu người tham gia xuống đường diễu hành trên đường phố. Phương tiện tham gia "bão đêm" của người Việt rất đa dạng. Bất kỳ loại xe nào, từ xe đạp, xe máy, ô tô cũng đều được người Việt Nam sử dụng, họ vừa đi vừa vẫy cờ tổ quốc, bấm còi, thậm chí là phóng xe máy lạng lách trên đường phố. Các loại kèn, hoa, thậm chí là các vật dụng sinh hoạt như nồi, mâm, xoong, chảo cũng được sử dụng để "hòa nhịp" vào cuộc vui của người hâm mộ Việt Nam. Trong các cuộc bão đêm, có những người tham gia cổ vũ đã bắt tay và ôm nhau, thậm chí ngay cả với người lạ.

## Các cuộc bão đêm ở Việt Nam

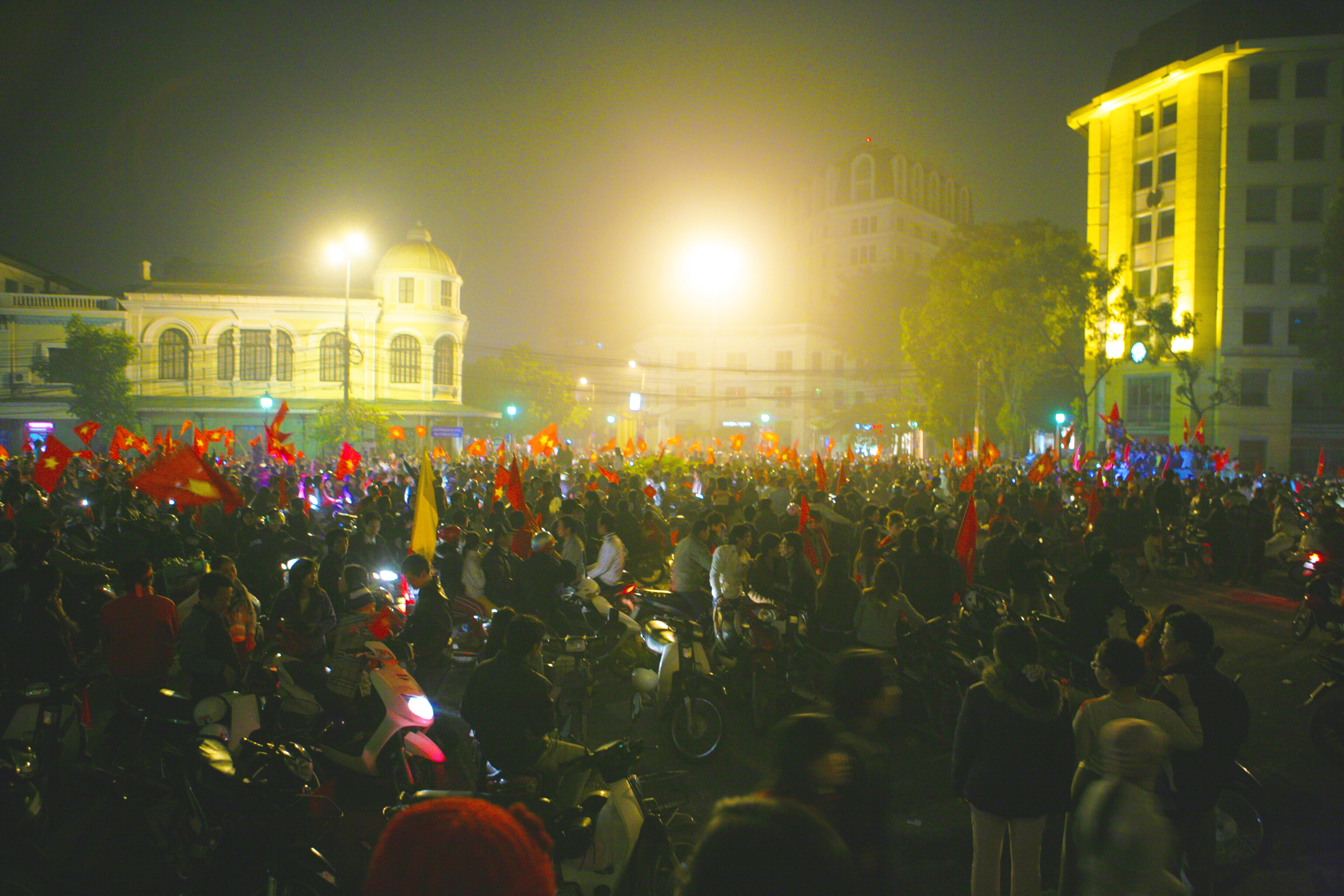
Cuộc đi bão của người hâm mộ Việt Nam khi đội tuyển vô địch AFF Cup năm 2008

Bão đêm đầu tiên được ghi nhận ở Việt Nam là vào năm 1995, khi đội tuyển bóng đá Việt Nam tham dự Đại hội Thể thao Đông Nam Á lần thứ 18. Sau trận thắng đầu tiên của Việt Nam trước Malaysia vào ngày 4 tháng 12, người hâm mộ Việt Nam trên cả nước đã đổ ra đường để cổ vũ và ăn mừng. Khi đội tuyển quốc gia tiến xa hơn tại giải đấu, các cuộc tập trung dần đông hơn và kéo dài hơn. Khái niệm "đi bão" được cho là xuất hiện sau trận thắng Myanmar tại bán kết với bàn thắng vàng của Trần Minh Chiến khiến hàng triệu người Việt đổ xuống đường ăn mừng. Sau khi tuyển Việt Nam kết thúc với vị trí á quân, "một biển người" tập trung để chào đón đội tuyển khi họ trở về Thành phố Hồ Chí Minh vào ngày 18 tháng 12. Kể từ đó, đi "bão" đã trở thành một nét đặc trưng và một hoạt động giải trí của người hâm mộ bóng đá Việt Nam. Năm 1998, sau khi đội tuyển quốc gia đánh bại Thái Lan 3–0 trong trận bán kết của Tiger Cup 1998, nhiều người Việt Nam cũng đã xuống đường tham gia các cuộc "bão đêm". Tại SEA Games 2003, "bão đêm" lại xảy ra khi những người hâm mộ ở Hà Nội, Thành phố Hồ Chí Minh và các tỉnh thành khác xuống đường ăn mừng sau khi U-23 Việt Nam giành chiến thắng 4–3 trước U-23 Malaysia tại bán kết. Năm 2007, sau trận thắng đội tuyển UAE và cùng với việc lọt vào tứ kết Cúp bóng đá châu Á 2007, nhiều người hâm mộ Việt Nam cũng đã xuống đường ăn mừng thành tích của đội nhà.
Ở Giải vô địch bóng đá Đông Nam Á 2008, đường phố Việt Nam lại một lần nữa trở nên sôi động, khi người hâm mộ tổ chức các cuộc bão đêm sau chiến thắng trước đội tuyển Singapore trong trận bán kết trên sân khách vào ngày 21. Khi đội tuyển Việt Nam giành chiến thắng trong trận chung kết lượt đi trước đội tuyển Thái Lan trên sân khách vào ngày 24 tháng 12, người hâm mộ nước này cũng đã đổ ra đường ăn mừng ngay trong đêm Noel. Bàn thắng phút gỡ hòa phút bù giờ của Lê Công Vinh trong trận chung kết lượt về ngày 28 tháng 12 giúp tuyển Việt Nam thắng chung cuộc Thái Lan sau hai lượt trận và giành chức vô địch AFF Cup lần đầu tiên, nhiều người Việt Nam đã xuống đường để ăn mừng chiến thắng này của đội tuyển. Một năm sau, vào ngày 14 tháng 12, người hâm mộ Việt Nam lại xuống đường ăn mừng chiến thắng 4–1 của đội tuyển U-23 Việt Nam trước U-23 Singapore tại bán kết SEA Games 2009. Năm 2014, người hâm mộ tại Hà Nội lại tổ chức ra đường ăn mừng sau khi U-19 Việt Nam giành chiến thắng 4–1 trước tuyển U-19 Myanmar tại bán kết U-19 Đông Nam Á 2014 tổ chức tại Hà Nội, măc dù sau đó U-19 Việt Nam đã để thua đội khách mời U-19 Nhật Bản tại chung kết.

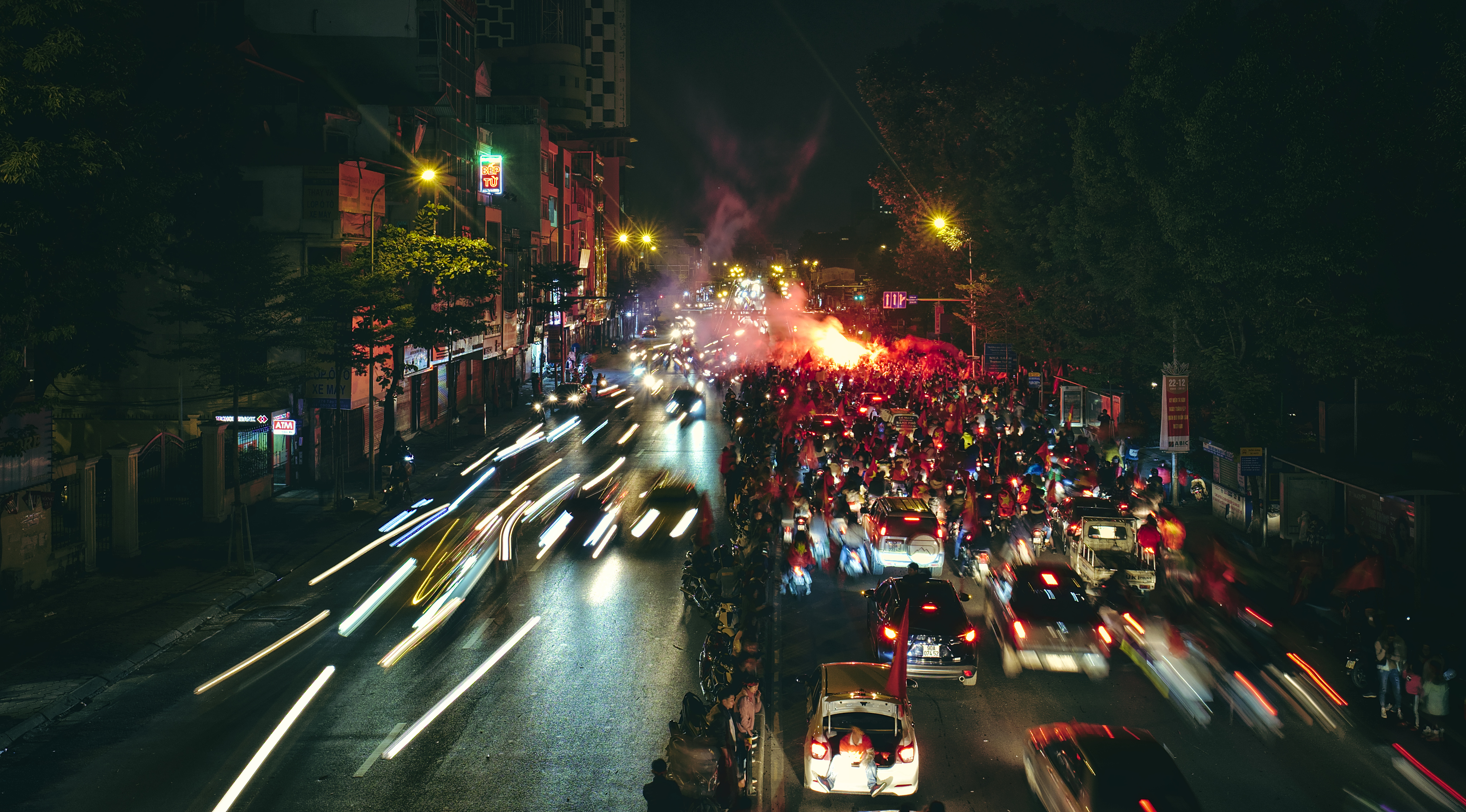
Đi bão ngày 15 tháng 12 năm 2018 tại Hà Nội

Trong những năm sau đó, các cấp độ của đội tuyển Việt Nam đều không gặt hái được thành công nào, các cuộc đi "bão" cũng không xảy ra cho đến khi U-23 Việt Nam do huấn luyện viên Park Hang-seo dẫn dắt bất ngờ vượt qua vòng bảng U-23 châu Á 2018 và sau đó đã đánh bại U-23 Iraq tại tứ kết vào ngày 20 tháng 1. Chiến thắng trước tuyển Tây Á này khiến người hâm mộ Việt Nam đã đổ ra đường ăn mừng chiến thắng. Ba ngày sau, chiến thắng trong trận bán kết trước đội tuyển U-23 Qatar giúp tuyển U-23 Việt Nam lọt vào chung kết, hàng triệu người Việt đã xuống đường diễu hành ăn mừng chiến thắng, trong đó có cả các ngôi sao giải trí và Phó thủ tướng nước này thời điểm đó là ông Vũ Đức Đam. Vài tháng sau, khi đội tuyển Olympic Việt Nam lọt vào bán kết tại Đại hội Thể thao châu Á 2018, người Việt lại tiếp tục đổ ra đường đi "bão". Ở cấp độ đội tuyển quốc gia, vào cuối năm 2018, chức vô địch AFF Suzuki Cup 2018 của tuyển Việt Nam lần thứ hai cũng đã khiến cho các cuộc "bão đêm" diễn ra trên khắp đất nước Việt Nam.
Sau giải đấu này, bóng đá Việt Nam ghi nhận nhiều thành công và người hâm mộ Việt Nam đã có nhiều lần xuống đường "bão đêm". Vào năm 2019, các cuộc diễu hành ăn mừng chiến thắng đã diễn ra khi tuyển Việt Nam lọt vào tứ kết Asian Cup 2019, chiến thắng trước tuyển UAE ở vòng loại thứ hai World Cup 2022. Đối với các cấp độ trẻ, chiến thắng ở vòng loại U-23 châu Á 2020 trước tuyển U-23 Thái Lan, và đặc biệt là việc lần đầu tiên giành huy chương vàng tại SEA Games 2019 sau 60 năm cũng đã tạo nên các cuộc "bão đêm" ăn mừng của người hâm mộ quốc gia này. Năm 2022, sau việc bảo vệ thành công huy chương vàng môn bóng đá nam tại SEA Games 2021 trên sân nhà, những màn ăn mừng lớn trên khắp đất nước cũng đã diễn ra.
Vào năm 2024, tại Giải vô địch bóng đá ASEAN 2024, sau chiến thắng 3–1 ở trận bán kết lượt về của Việt Nam trước Singapore, người dân Việt Nam cũng đã xuống đường đi "bão đêm". Vào đầu năm 2025, các chiến thắng 2–1 của tuyển Việt Nam ở trận chung kết lượt đi và 3–2 ở trận chung kết lượt về trước Thái Lan và giúp Việt Nam lần thứ ba vô địch Đông Nam Á, đường phố Việt Nam lại trở nên bùng nổ, đông đúc khi người hâm mộ xuống đường tại Hà Nội, Thành phố Hồ Chí Minh và các tỉnh thành khác trên khắp nước này để vẫy cờ, hoa và ăn mừng chiến thắng.  Thời điểm này trùng với thời điểm Nghị định 168/2024/NĐ–CP của Chính phủ nước này về xử lý vi phạm giao thông bắt đầu có hiệu lực, người hâm mộ Việt Nam trong khi đi "bão" vẫn tuân thủ các luật lệ về giao thông và không vượt đèn đỏ, thể hiện tinh thần trách nhiệm ngày càng tăng giữa những người tham gia.

## Tác động và đánh giá

### Tác động

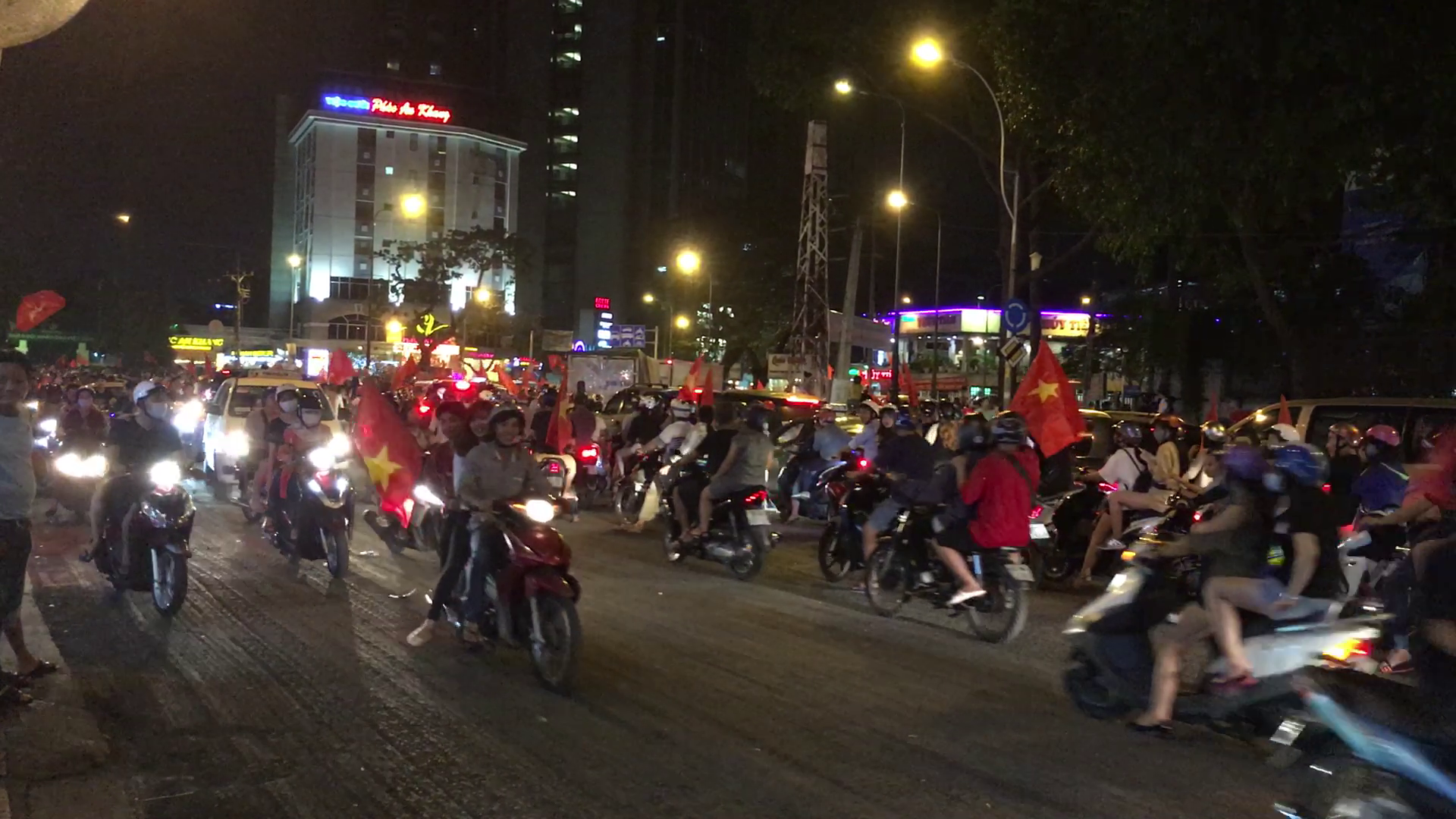
Một cuộc đi "bão" của người Thành phố Hồ Chí Minh sau khi đội tuyển U-23 Việt Nam lọt vào trận chung kết U-23 châu Á năm 2018

Một số nghiên cứu đánh giá bóng đá là môn thể thao phổ biến nhất tại Việt Nam. Xu hướng tìm kiếm trên Google năm 2018 tại Việt Nam cho thấy bóng đá là chủ đề được người dùng internet Việt Nam tìm kiếm nhiều nhất. Các cuộc "bão đêm" của người Việt Nam được đánh giá là thể hiện tinh thần cổ vũ hết mình, niềm yêu thể thao, tinh thần chiến thắng và sự tự hào dân tộc, dù có những người không xem hoặc không chú ý đến môn bóng đá, ở bất kỳ lứa tuổi nào hay bất kể thời tiết ra sao. Việc xuống đường ăn mừng mỗi khi đội tuyển quốc gia giành chiến thắng trong một trận đấu quan trọng cũng được đánh giá là thói quen của người hâm mộ Việt Nam, thậm chí gây "choáng ngợp", "sốc" đối với du khách nước ngoài tại Việt Nam và kích thích một số người nước ngoài cùng tham gia các cuộc "bão đêm" ăn mừng với người Việt.
Tuy nhiên, việc đi "bão" cũng để lại một số tác động tiêu cực về tình hình an ninh trật tự, an toàn giao thông. Vào năm 2008, khi đội tuyển bóng đá quốc gia lần đầu tiên giành chức vô địch Đông Nam Á, đã có ít nhất 4 người thiệt mạng trong đêm ăn mừng, với 183 trường hợp cấp cứu ở thành phố Hồ Chí Minh và 63 trường hợp bị thương do tai nạn giao thông ở Hà Nội. Sau khi đội tuyển U-22 Việt Nam vô địch SEA Games 2019, trong các cuộc diễu hành ăn mừng, có 50 vụ tai nạn giao thông đã được ghi nhận với 31 người chết và 35 người bị thương. Ngoài ra, việc quá đông người xuống đường "bão đêm" khiến cho lực lượng cảnh sát giao thông Việt Nam gặp khó khăn trong việc điều tiết giao thông.

### Đánh giá
Theo cựu cầu thủ bóng đá Trần Công Minh, vào thời điểm năm 1995, toàn đội rất ngạc nhiên và phấn khích trước khung cảnh sôi động và tình yêu của người hâm mộ bóng đá Việt Nam. Một số cầu thủ đội tuyển bóng đá Việt Nam sau khi giành chức vô địch ASEAN Cup 2024 cũng bày tỏ mong muốn được đi "bão" cùng người hâm mộ. Trong một phiên gặp mặt các cầu thủ Việt Nam sau SEA Games 2019, Thủ tướng Việt Nam lúc đó là Nguyễn Xuân Phúc nhận xét “chưa bao giờ người dân xuống đường ăn mừng đông như thế” và coi chiến thắng của bóng đá Việt Nam là "chiến thắng của sự đoàn kết, quyết tâm và ý thức trách nhiệm lớn trước hàng triệu người dân". Chủ tịch Liên đoàn Bóng đá thế giới Gianni Infantino trong một chuyến thăm Việt Nam vào đầu năm 2018 cũng bày tỏ thái độ "ấn tượng", "tò mò" trước những cuộc xuống đường đi "bão" của người dân Việt Nam khi đội tuyển U-23 của nước này giành thành tích tốt tại Giải vô địch bóng đá U-23 châu Á 2018.
Tuy nhiên, cũng có một số đánh giá không tích cực về vấn đề "đi bão" của người hâm mộ Việt Nam, coi đó là biểu hiện của sự "khẳng định cái tôi", "lệch chuẩn", "phô trương", "làm phiền người khác" của một số cá nhân quá khích. Nhà báo Nguyễn Lưu cũng đã chỉ trích hành vi đi bão trên đường phố, gọi đây là "văn hóa hâm mộ lệch lạc" và là dấu hiệu của "dân trí thấp". Thậm chí, có ý kiến cho rằng những cuộc đi "bão" (bão "địa sinh") còn nguy hiểm hơn các cơn bão từ biển theo nghĩa đen (bão "hải sinh").

### Biến thể
Ngay sau Giải vô địch U-15 WAFF 2021, giải đấu mà Yemen vô địch khi đánh bại Ả Rập Xê Út trên chấm phạt đền, "bão" đường phố bắt đầu diễn ra trên khắp Yemen với hàng nghìn người Yemen tràn xuống đường phố trên khắp cả nước để ăn mừng, thể hiện sự đoàn kết hiếm hoi của người dân Yemen, được chúc mừng bởi Tổng thống Yemen lúc bấy giờ, Abdrabbuh Mansur Hadi, trong bối cảnh nội chiến Yemen đang diễn ra.
Rất nhiều các quốc gia trên thế giới cũng có những màn ăn mừng tương tự như việc "đi bão" để chúc mừng thành tích của đội tuyển nước nhà như người dân Argentina ăn mừng chiến tích vô địch FIFA World Cup 2022 của đội nhà, hay cổ động viên đội tuyển Ý ăn mừng chức vô địch UEFA Euro 2020.